# 斯洛比德卡 (卡利尼夫卡區)
49°29′17″N 28°17′59″E / 49.48806°N 28.29972°E
斯洛比德卡（烏克蘭語：Слобідка），是烏克蘭的村落，位於該國西南部文尼察州，由赫米利尼克區負責管轄，始建於1537年，面積2平方公里，海拔高度246米，2001年人口782，人口密度每平方公里391.78人。